# Progressive Unionist Party
Progressive Unionist Party (deutsch etwa: Fortschrittliche Unionistische Partei), kurz PUP, ist eine loyalistische, protestantische Partei in Nordirland mit Sitz in Belfast, die 1979 gegründet wurde. Die Partei gilt als politischer Flügel der Ulster Volunteer Force (UVF), einer verbotenen loyalistischen paramilitärischen Organisation.

## Geschichte
Die PUP entstand im Umfeld von Hugh Smyth: Smyth gehörte seit 1972 dem Stadtrat von Belfast für den Stadtteil Shankill Road an; 1973 wurde er als Unabhängiger Unionist in die Northern Ireland Assembly gewählt. Smyth trat mehrfach als Sprecher der UVF auf ohne Mitglied der Organisation zu sein. Smyth’ Wahlerfolge werden auf seine engen Kontakte zu Wählern und nicht auf seine Verbindungen zur UVF zurückgeführt. Anhänger Smyth’ gründeten 1978 die Independent Unionist Group, aus der 1979 die PUP entstand. Anfänglich diente die Partei der UVF-Führung als Rahmen für Kontakte zum britischen Nordirlandministerium. Nach seiner Haftentlassung 1984 gehörte Gusty Spence zu den führenden PUP-Mitgliedern. Spence war 1966 an den ersten Anschlägen der UVF beteiligt gewesen und war bereits im Gefängnis für eine Lösung des Nordirlandkonfliktes mit friedlichen Mitteln eingetreten.
Während des nordirischen Friedensprozesses war die PUP im Oktober 1994 am Zustandekommen eines Waffenstillstands der loyalistischen Paramilitärs beteiligt. Teil des Friedensprozesses war die Abrüstung der paramilitärischen Gruppen. Die PUP hatte hierbei „eine politische Kommunikationsfunktion für den militanten Loyalismus“ inne; eines ihrer wesentlichen Ziele war es, „im gewaltbereiten Kern der UVF-Anhänger einen Abschied von der Militanz vorzubereiten“. Im Vergleich zu Sinn Féin und der IRA gelang dies nur eingeschränkt: Im April 2004 wurde die PUP wegen „fortgesetzter krimineller Akte“ mit einem Strafgeld von £25.000 belegt, da es nach Ansicht der britischen Behörden zum Bruch des Waffenstillstands gekommen war. Dies wurde von der Parteiführung der PUP bestritten.
Bei den Wahlen zum Northern Ireland Forum 1996 erzielten Hugh Smyth und David Ervine Mandate für die PUP. Beide waren 1998 an den Verhandlungen zum Karfreitagsabkommen beteiligt. 1998 erhielt die Partei bei der Wahl zum Nordirischen Parlament zwei Sitze, 2003 und 2007 nur noch einen Sitz. Hochburgen der Partei waren die protestantischen Arbeiterviertel im Norden und Osten von Belfast.
Der erste Parteiführer der PUP war Hugh Smyth. Auf ihn folgte von April 2002 bis 2007 David Ervine. Nach dem Tod Ervines übernahm Dawn Purvis die Parteiführung. Im Juni 2010 trat sie aus der Partei aus; Grund waren die Verbindungen der Partei zur UVF und ein Mord, für den UVF-Mitglieder verantwortlich gemacht wurden. Ihr Nachfolger wurde Brian Ervine, der im Oktober 2011 zurücktrat, nachdem die Partei bei den nordirischen Parlamentswahlen ihr einziges Mandat verloren hatte. Seitdem wurde die Partei von Billy Hutchinson bis 2023 geführt.

## Programmatik
Programmatisch tritt die PUP für die Beibehaltung der Union zwischen Großbritannien und Nordirland ein. Dabei hält die PUP die nationalistische Kritik am nordirischen Regierungssystem vor 1972 für berechtigt. Aus Sicht der PUP hat es der traditionelle Unionismus versäumt, die sozialen und wirtschaftlichen Interessen der Arbeiterklasse zu berücksichtigen. Die Historikerin Corinna Hauswedell ordnet die von der PUP vertretenen Inhalte und Ziele als einen „widersprüchlichen programmatischen Mix aus moderatem Loyalismus und progressiver Sozialkritik“ ein. Die PUP versteht sich selbst als Partei der linken Mitte.

## Wahlergebnisse
Die Wahlergebnisse in der folgenden Tabelle sind jeweils (auch für die gesamt-britischen Wahlen) auf Nordirland bezogen. Unterhauswahlen erfolgten durchgehend nach Mehrheitswahlrecht, Wahlen zur Nordirland-Versammlung ab 1998 nach Präferenzwahlrecht.
| Jahr | Wahl                        | Stimmenanteil | Sitze |
| ---- | --------------------------- | ------------- | ----- |
| 1997 | Unterhauswahl 1997          | 1,4 %         | 0/18  |
| 1998 | Nordirland-Versammlung 1998 | 2,6 %         | 2/108 |
| 1999 | Europawahl 1999             | 3,3 %         | 0/3   |
| 2001 | Unterhauswahl 2001          | 0,6 %         | 0/18  |
| 2003 | Nordirland-Versammlung 2003 | 1,2 %         | 1/108 |
| 2007 | Nordirland-Versammlung 2007 | 0,6 %         | 1/108 |
| 2011 | Nordirland-Versammlung 2011 | 0,2 %         | 0/108 |
| 2016 | Nordirland-Versammlung 2016 | 0,9 %         | 0/108 |
| 2017 | Nordirland-Versammlung 2017 | 0,7 %         | 0/90  |
| 2022 | Nordirland-Versammlung 2022 | 0,3 %         | 0/90  |